# Bükkszentkereszt
Bükkszentkereszt (slowakisch Nová Huta) ist eine ungarische Gemeinde im Kreis Miskolc im Komitat Borsod-Abaúj-Zemplén. Zur Gemeinde gehört der Ortsteil Hollóstető.

## Geografische Lage
Bükkszentkereszt liegt in Nordungarn, zwölf Kilometer südwestlich des Komitatssitzes und der Kreisstadt Miskolc. Nachbargemeinden sind Répáshuta und Bükkszentlászló, das mittlerweile ein Ortsteil der Stadt Miskolc ist.

## Geschichte
Bis 1940 trug Bükkszentkereszt den Namen Újhuta, was auf Deutsch Neuhütte bedeutet. Dieser alte Name weist darauf hin, dass die Glasherstellung im Ort ehemals eine bedeutende Rolle spielte. In der zweiten Hälfte des 18. Jahrhunderts wurden neben Fenstergläsern Flaschen in verschiedenen Formen insbesondere für Wein hergestellt.

## Sehenswürdigkeiten
- Béla IV.-Denkmal (IV. Béla-emlékmű), erschaffen 1994 von Ferenc Farkas
- Museum zur Geschichte der Glashütten (Üveghuták Ipartörténeti Múzeuma)
- Ottó-Herman-Denkmal, erschaffen 1993 von Béla Lőkös
- Römisch-katholische Kirche Szent Kereszt felmagasztalása, erbaut 1800–1801 (Barock)

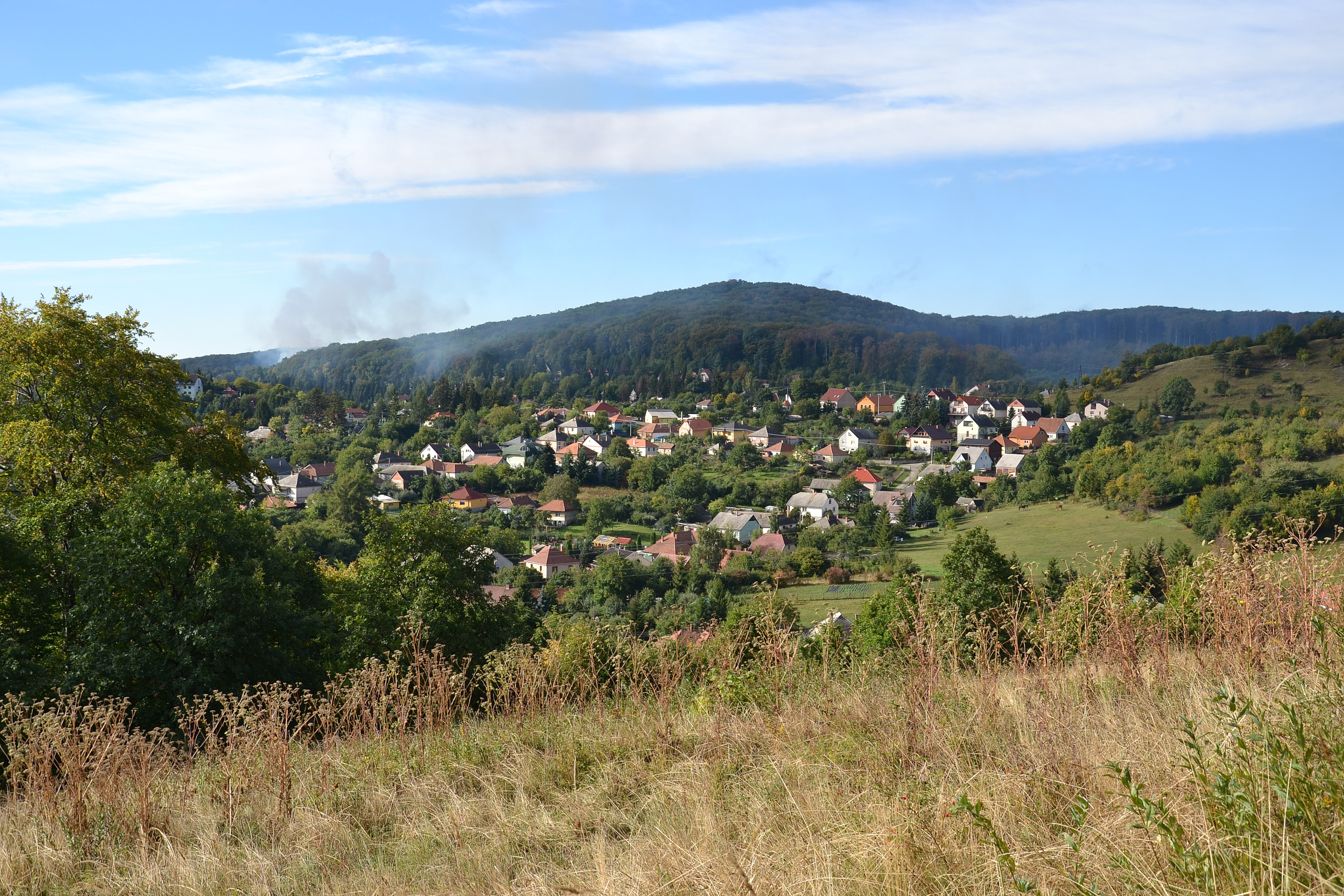
Blick auf Bükkszentkereszt
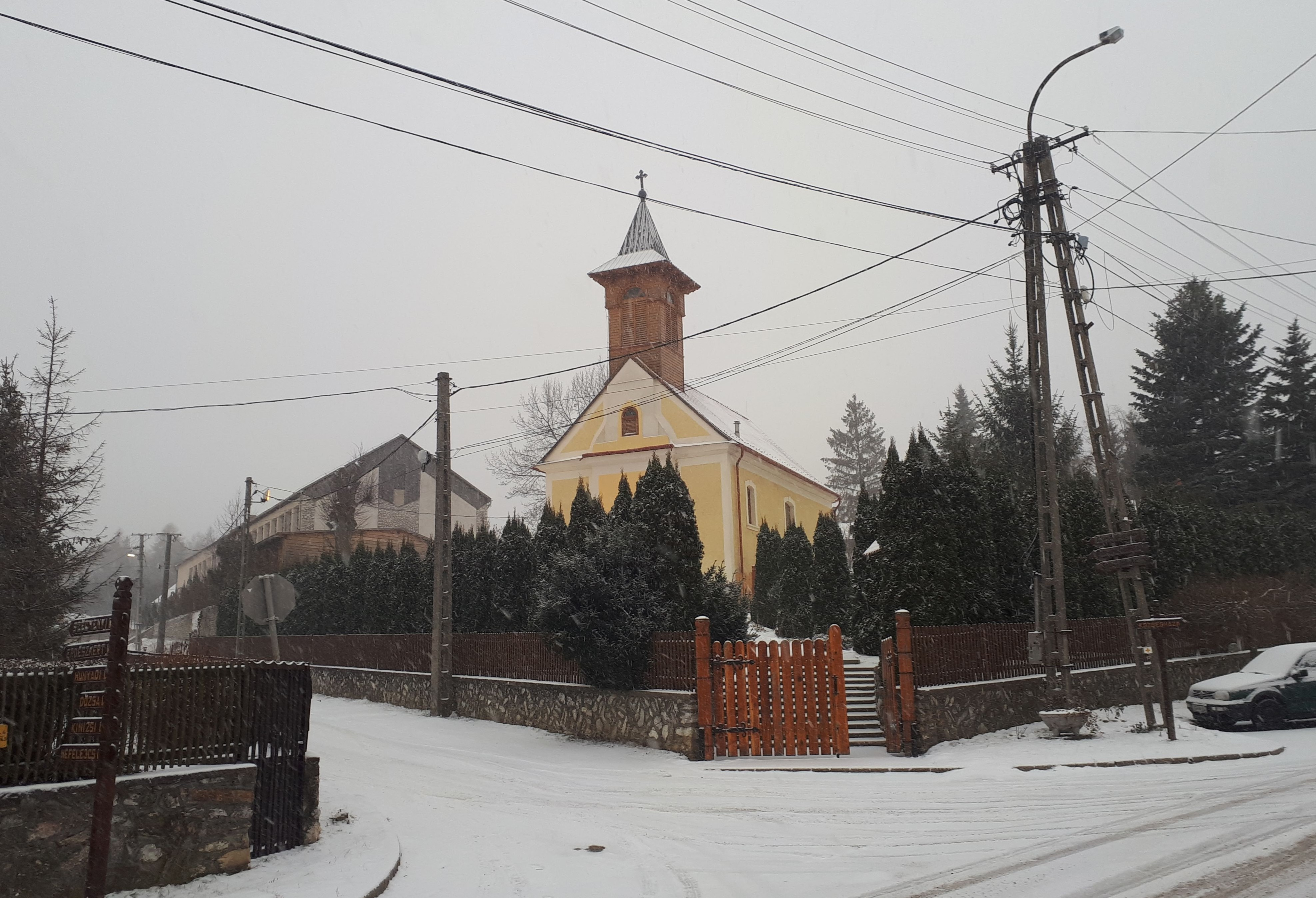
Röm.-kath. Kirche Szent Kereszt felmagasztalása
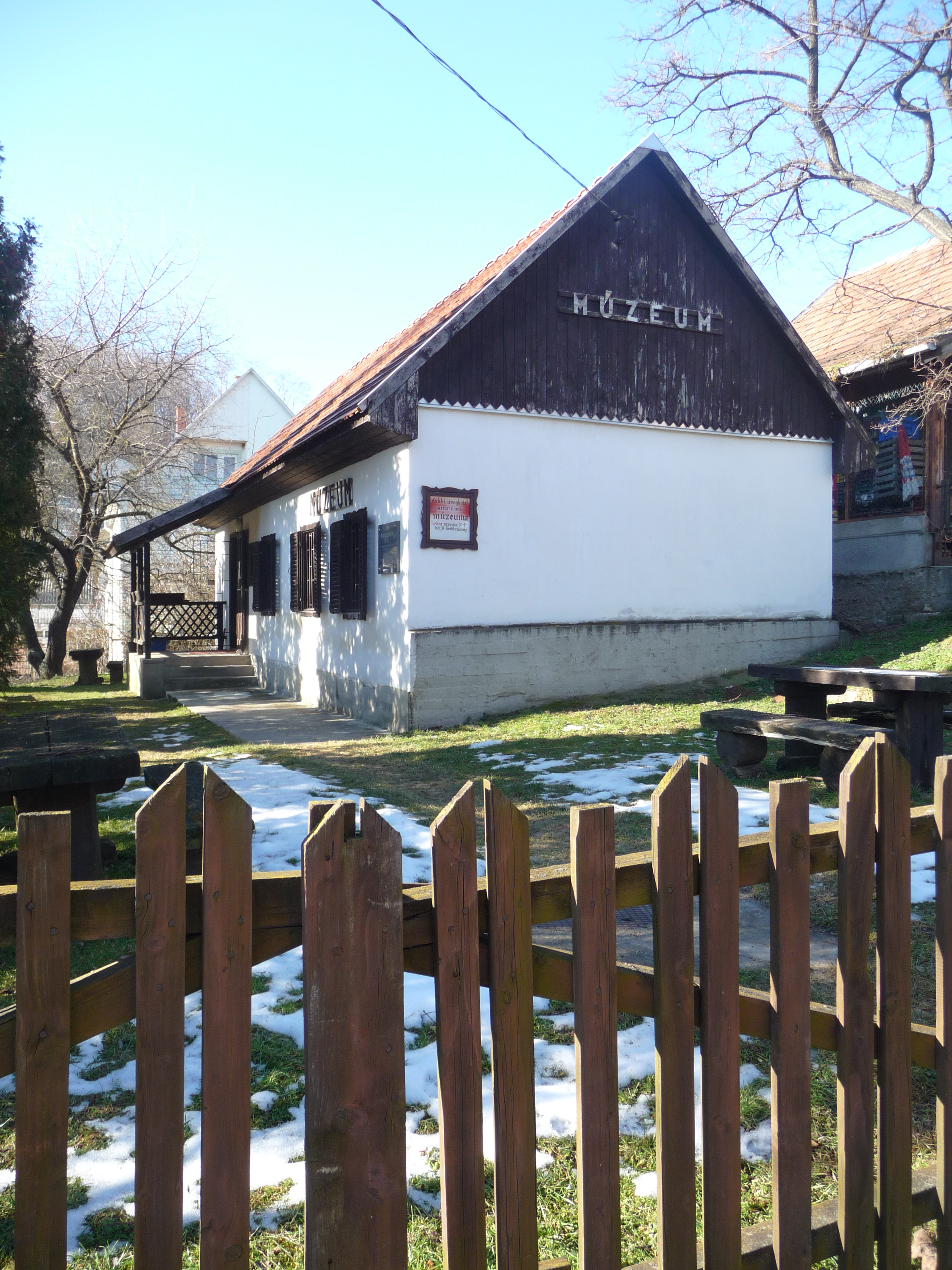
Museum
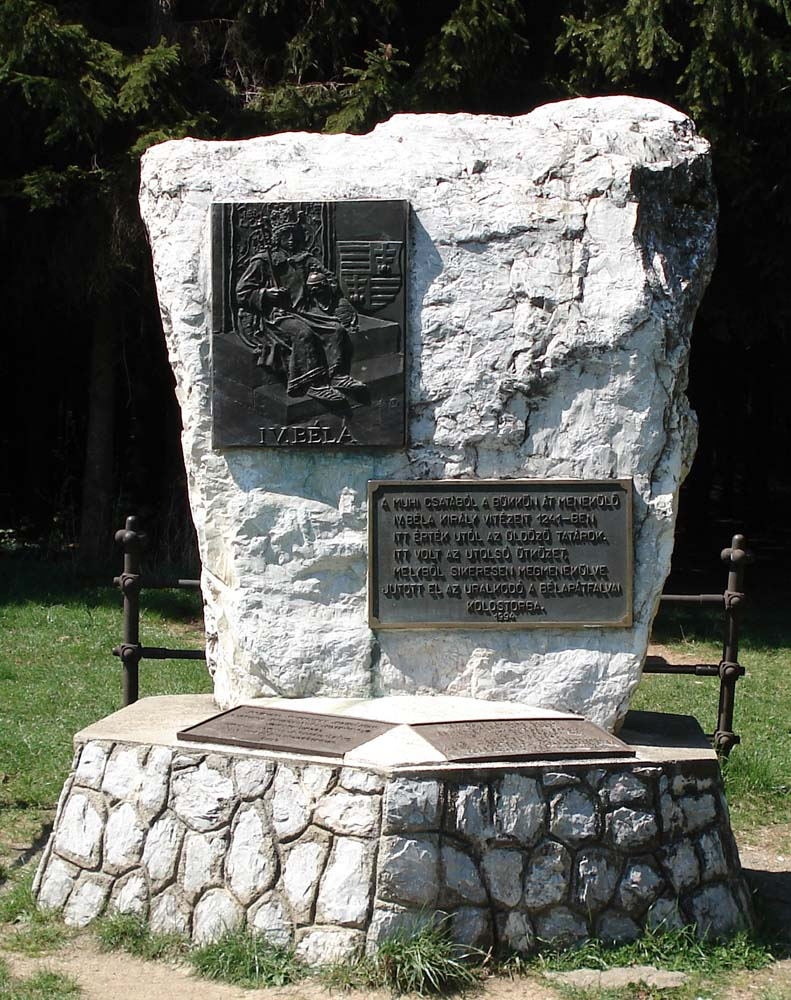
Béla IV. Denkmal
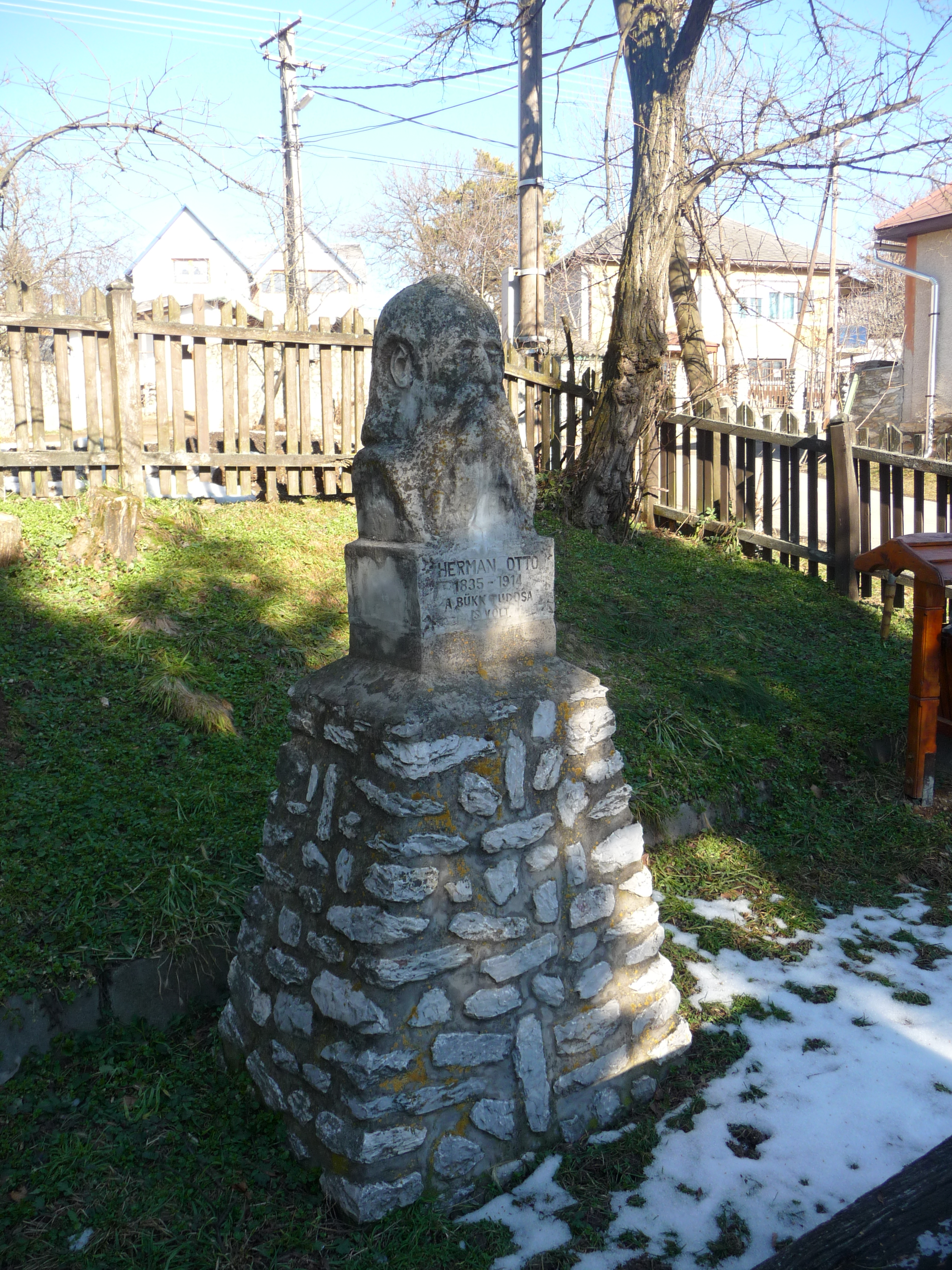
Ottó-Herman-Denkmal
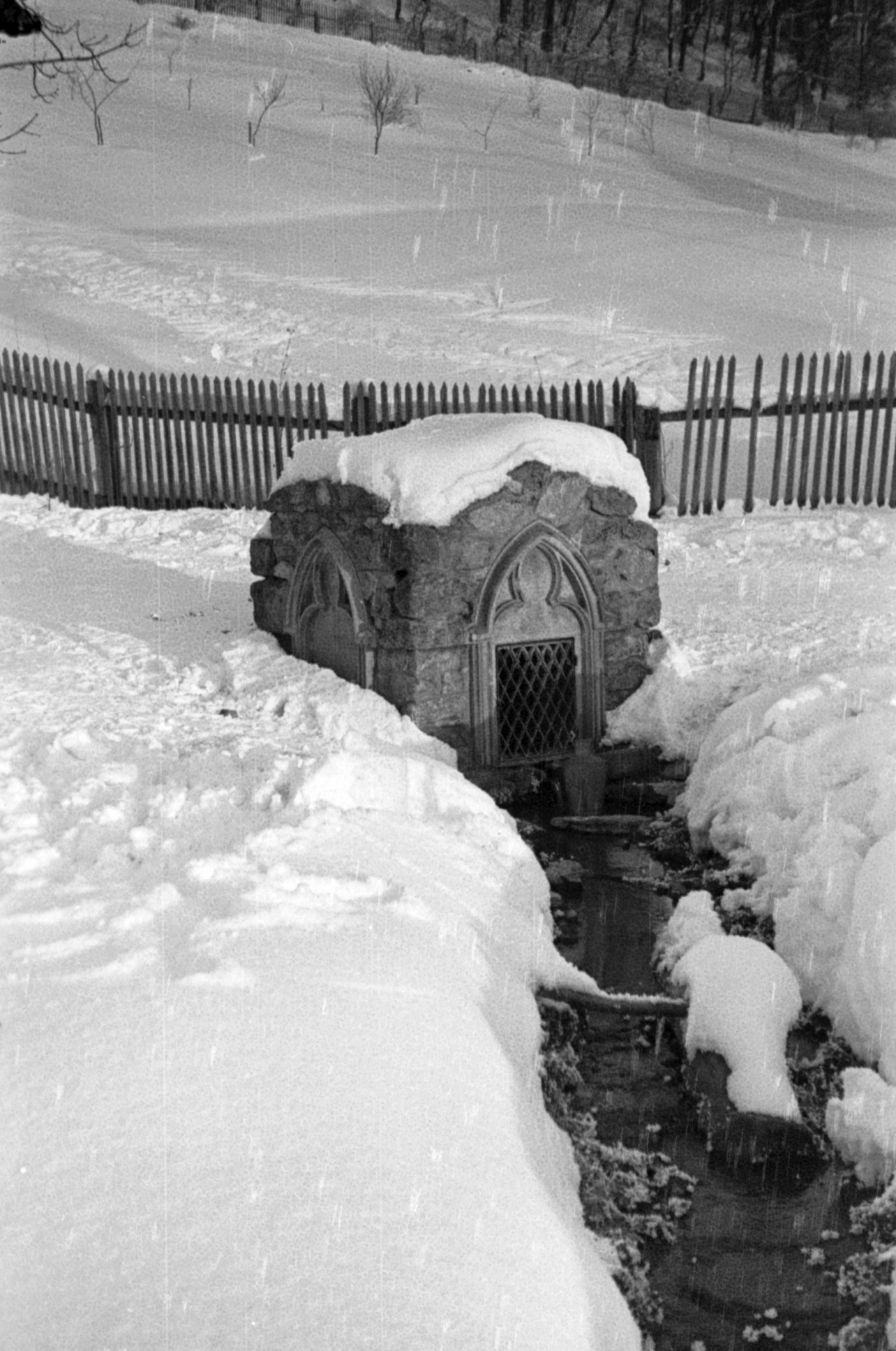
Szentlélek-Quelle

## Verkehr
Durch Bükkszentkereszt verläuft die Landstraße Nr. 2519. Der nächstgelegene Bahnhof befindet sich in Miskolc.